# Філ Спектор
Гарві Філіп Спектор (англ. Harvey Phillip Spector; 26 грудня 1939 — 16 січня 2021) — американський продюсер звукозапису, музикант і автор пісень, який розробив «Стіну звуку» — формулу музичного продакшену, яку він описав як вагнерівський підхід до рок-н-ролу. Спектор вважається однією з найвпливовіших фігур в історії поп-музики і найвидатнішим автором-новатором музичної індустрії у зв'язку з безпрецедентним контролем, який він мав над кожною фазою процесу запису. Провівши три десятиліття на частковій пенсії, у 2009 році його засудили за вбивство акторки Лани Кларксон у 2003 році від 19 років й до довічного ув'язнення.
Народився в Бронксі. Спектор розпочав свою кар'єру в 1958 році як співзасновник, гітарист та вокаліст гурту The Teddy Bears, створивши їхній американський сингл номер один «To Know Him Is to Love Him». У 1960 році він став співзасновником Philles Records, а у віці 21 року став наймолодшим в історії власником лейблів у США і залишався таким донині. Протягом 1960-их він писав, був співавтором або створював записи для таких виконавців як «The Ronettes», «The Crystals» та «Ike & Tina Turner». Зазвичай він співпрацював з аранжувальником Джеком Ніцше, звукорежисером Ларрі Левіном та де-факто гаус-бендом, який згодом став відомим як «Wrecking Crew». Спектор спочатку завершив кар'єру в музичній індустрії в 1966 році.
У 1969 році Спектор повернувся до своєї кар'єри, після чого спродюсував альбом «The Beatles» Let It Be (1970), а також кілька сольних записів членів цього гурту Джона Леннона та Джорджа Гаррісона . До середини 1970-х років Спектор спродюсував 18 синглів, що потрапили до першої десятки американського чарту, для різних виконавців. Після роботи з Леонардом Коеном, Діоном Дімучі та Ramones він залишався значною мірою неактивним і був заклопотаний особистими питаннями. Серед його пісень, що досягли вершин чартів були: «You've Lost That Lovin' Feelin» (співавтор і продюсер для «the Righteous Brothers», 1964), «The Long and Winding Road» (The Beatles, 1970) і «My Sweet Lord»(Джордж Гаррісон, 1970). За даними BMI, «You Lost That Lovin 'Feelin'» — пісня, яку найбільше крутили по радіо в США в XX столітті.
Записи Спектора, що отримав прізвисько «Першого Вельможі Підлітків», допомогли затвердити роль студії звукозапису як музичного інструменту, інтеграції естетики попарту в музику та розвинути жанр артроку. Його компіляція різних виконавців A Christmas Gift for You from Philles Records (1963) вважається найкращим альбомом різдвяних пісень усіх часів. Серед нагород Спектора — Ґреммі за «Альбом року» за співпродюсування (разом із Джорджем Гаррісоном) концерту для Бангладеш (1971), включення 1989 до Зали слави рок-н-ролу та включення 1997 до Зали слави піснярів . У 2004 році журнал Rolling Stone помістив Спектора на 63-nе місце в списку найвидатніших артистів усіх часів. 16 січня 2021 року він помер у в'язниці у 81-річному віці, ймовірно, від наслідків коронавірусної інфекції.

## Біографія

### 1939—1959: Дитинство та рання кар'єра
Харві Філіп Спектор народився 26 грудня 1939 року  в сім'ї Бенджаміна та Берти Спектор, єврейської родини іммігрантів першого покоління в Бронксі, штат Нью-Йорк. Батько Бенджаміна прибув до США з України в 1913 році; він англізував своє ім'я як Джордж Спектор в 1927 році у своїх документах на натуралізацію. Батько Берти також англізував своє ім'я як Джордж Спектор, в 1923 році. Документи обох чоловіків завірила одна й та ж особа — Ісидора Спектор. Схожість в іменах і прізвищах та походженнях дідів призвела до припущень Спектора про те, що його батьки були двоюрідними братами 

## Стосунки з учасницею The Ronnettes
У далеких 1960-их кар'єри та долі двох музичних легенд були тісно переплетені. Філ брав участь у релізах Ронні, надавши тріо The Ronnettes образ поганих дівчаток у вузьких коротких спідницях з рясно підведеними очима та модними зачісками «вулик». Ронні вийшла заміж за Філа, сподіваючись на довге та щасливе життя. Натомість на 6 років потрапила в пастку нездорового, демонічно образливого ставлення до себе з боку ревнивого чоловіка.

## Кінець кар'єри
Наприкінці музичної кар'єри Спектор почав страждати від алкогольної та наркотичної залежності, а в 2003 році застрелив кіноакторку Лану Кларксон, після чого його ув'язнили. Захист Спектора стверджував, що Кларксон перебувала в депресії та скоїла самогубство, але в суді ще декілька жінок підтвердили що Філ не один раз погрожував їм пістолетом.
Згодом йому оголосили звинувачення у вбивстві. На повторному судовому засіданні в травні 2009 року Спектора визнали винним у вбивстві другого ступеня (вбивство без змови, вбивство з навмисним завданням шкоди здоров'ю або в результаті байдужості до людського життя) та засудили від 19 років до довічного ув'язнення.